# 黑线球蛛
黑线球蛛（学名：Theridion nigrolimbatum）为球蛛科球蛛属的动物。分布于日本以及中国大陆的辽宁等地。该物种的模式产地在日本。